# Meyernychus emeticae
Meyernychus emeticae är en spindeldjursart som först beskrevs av Meyer 1974.  Meyernychus emeticae ingår i släktet Meyernychus och familjen Tetranychidae. Inga underarter finns listade i Catalogue of Life.